# Nozeroy
Nozeroy là một xã trong vùng hành chính Franche-Comté, thuộc tỉnh Jura, quận Lons-le-Saunier (quận), tổng Nozeroy. Tọa độ địa lý của xã là 46° 46' vĩ độ bắc, 06° 02' kinh độ đông. Nozeroy nằm trên độ cao trung bình là 792 mét trên mực nước biển, có điểm thấp nhất là 660 mét và điểm cao nhất là 834 mét. Xã có diện tích 3.74 km², dân số vào thời điểm 2005 là 398 người; mật độ dân số là 106 người/km².

## Thông tin nhân khẩu
| 1962 | 1968 | 1975 | 1982 | 1990 | 1999 |
| ---- | ---- | ---- | ---- | ---- | ---- |
| 399  | 416  | 431  | 429  | 416  | 422  |

## Địa điểm tham quan
Porte de l'Horloge, một tháp có cổng cao 32 m, được xây năm 1450 và Porte Nods từ thế kỉ thứ 15 có cầu kéo lên được. Lâu đài xuất phát từ thế kỉ thứ 13 được tu bổ năm 1424 và bị phá hủy năm 1754, di tích còn lại ở phía tây nam của xã.
Nhà thờ Saint-Antoine từ thế kỉ thứ 14. Nhà thờ Sainte-Barbe có tháp chuông từ năm 1523.